# Liste der Baudenkmäler in Kirchdorf (bei Haag in Oberbayern)

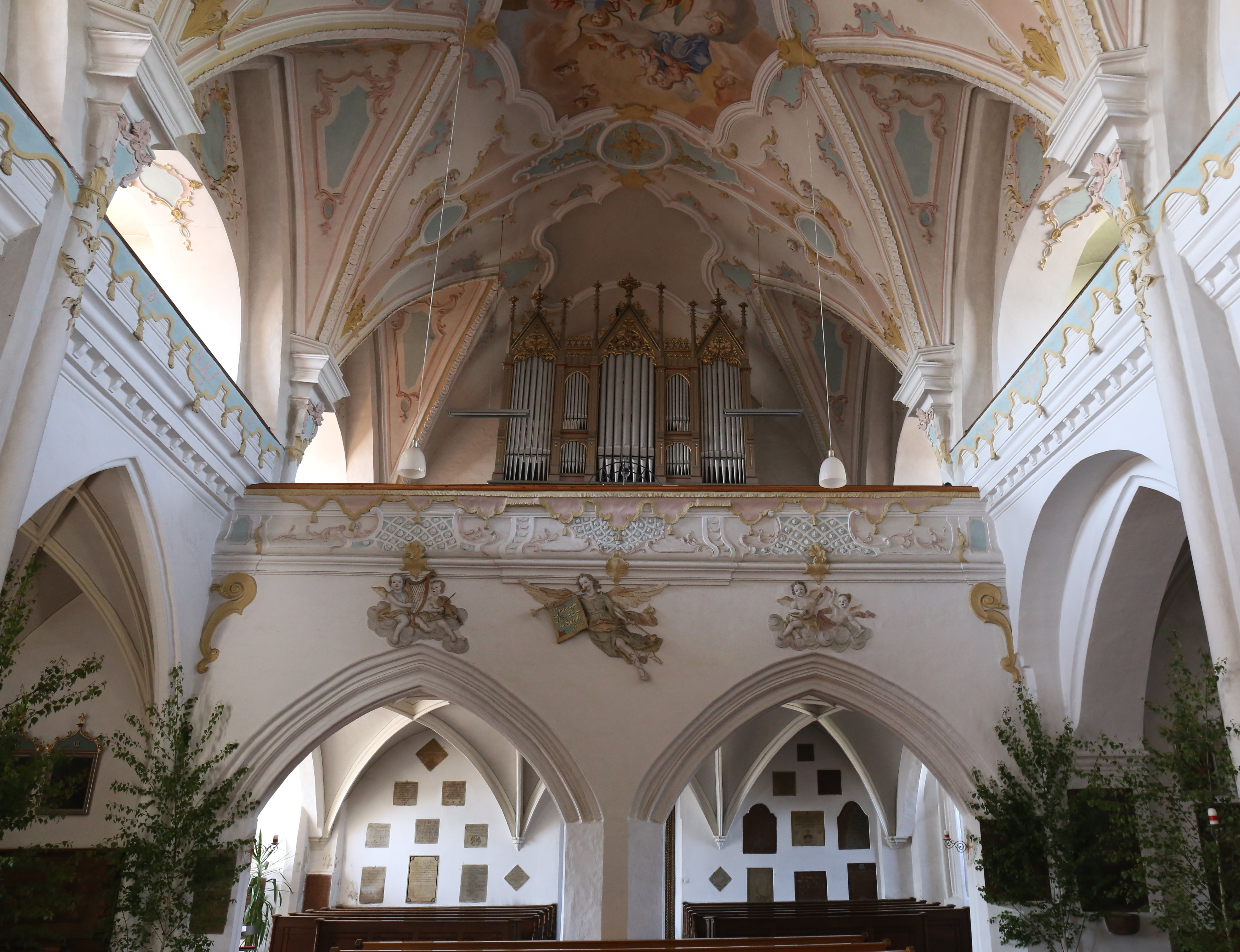
Innenraum von Mariä Himmelfahrt in Kirchdorf

Auf dieser Seite sind die Baudenkmäler in der oberbayerischen Gemeinde Kirchdorf zusammengestellt. Diese Tabelle ist eine Teilliste der Liste der Baudenkmäler in Bayern. Grundlage ist die Bayerische Denkmalliste, die auf Basis des Bayerischen Denkmalschutzgesetzes vom 1. Oktober 1973 erstmals erstellt wurde und seither durch das Bayerische Landesamt für Denkmalpflege geführt wird. Die folgenden Angaben ersetzen nicht die rechtsverbindliche Auskunft der Denkmalschutzbehörde.

## Baudenkmäler nach Ortsteilen

### Kirchdorf
| Lage                              | Objekt                                    | Beschreibung | Akten-Nr.             | Bild           |
| --------------------------------- | ----------------------------------------- | --- | --------------------- | -------------- |
| Dorfstraße 1 (Standort)           | Gasthof Grainer                           | Zweigeschossiger klassizistischer Walmdachbau mit Segmentbogenfenstern und Putzgliederung, 1854. | D-1-83-123-2 Wikidata | weitere Bilder |
| Dorfstraße 3, 5 (Standort)        | Stadel                                    | Südflügel eines Vierseithofes, stattlicher zweitenniger Bundwerkstadel mit Flachsatteldach, erste Hälfte 19. Jahrhundert; westlich Zuhaus mit Remise, Satteldachbau mit teilweise verbrettertem Bundwerkoberteil über massivem Erdgeschoss, erste Hälfte 19. Jahrhundert. | D-1-83-123-3 Wikidata | BW             |
| Dorfstraße 7, 7 a (Standort)      | Ehemaliges Wohnstallhaus                  | Zweigeschossiger Flachsatteldachbau mit verputztem Blockbau-Obergeschoss und Wandbild, 1780, Tennenteil 1997 ersetzt. | D-1-83-123-4 Wikidata | weitere Bilder |
| Hacklthaler Straße 2 (Standort)   | Katholische Pfarrkirche Mariä Himmelfahrt | in der Grundstruktur auf eine dreischiffige basilikale Anlage des frühen 13. Jahrhunderts zurückgehend, Chorneubau und Umbau des Langhauses ab 1491, Einbau von Kapellen in den Seitenschiffen mit darüberliegenden Galerien 1698–1700, barocke Ausgestaltung des Inneren 1747/48, Westturm 1798 und 1868 über spätromanischen Bauteilen neu errichtet; mit Ausstattung; Friedhofsmauer, mächtige Mauer aus Granit- und Kalkbruchstein, wohl 16./17. Jahrhundert, Mauerkrone in unverputztem Backstein, Ende 19. Jahrhundert. Altarraum wird seit mindestens zwei Jahren renoviert/saniert (Stand November 2023) | D-1-83-123-1 Wikidata | weitere Bilder |
| Hacklthaler Straße 3 (Standort)   | Einfirsthof                               | Mittertennhaus, zweigeschossiger verputzter Flachsatteldachbau mit stattlichem Bundwerk am Wirtschaftsteil, bezeichnet mit dem Jahr 1874. | D-1-83-123-5 Wikidata | weitere Bilder |
| Hacklthaler Straße 4 (Standort)   | Ehemaliges Pfarrhaus                      | Zweigeschossiger barocker Walmdachbau mit Putzgliederung, Aufzugsgaube und Hausmadonna, erbaut 1667. | D-1-83-123-6 Wikidata | weitere Bilder |
| Josef-Sittler-Straße 2 (Standort) | Ehemaliges Benefiziatenhaus               | Zweigeschossiger verputzter Walmdachbau, Mitte 19. Jahrhundert. | D-1-83-123-8 Wikidata | weitere Bilder |

### Weitere Ortsteile
| Lage                              | Objekt                                           | Beschreibung | Akten-Nr.              | Bild                                             |
| --------------------------------- | ------------------------------------------------ | --- | ---------------------- | ------------------------------------------------ |
| Asen 3 (Standort)                 | Stadel eines Vierseithofs                        | Paralleler Flachsatteldachstadel mit Riegelwand und Bundwerk, um 1850. | D-1-83-123-10 Wikidata | BW                                               |
| Asen Kronberger Feld (Standort)   | Grainerkapelle                                   | Feldkapelle, neugotischer Satteldachbau mit Dachreiter, 1854; mit Ausstattung. | D-1-83-123-11 Wikidata | weitere Bilder                                   |
| Bach 13 (Standort)                | Ehemaliges Kleinbauernhaus                       | Erdgeschossiger Blockbau mit Flachsatteldach und Steherker, 17. Jahrhundert und Anfang 19. Jahrhundert, 1984 ausgebaut. | D-1-83-123-13 Wikidata | BW                                               |
| Berg 5 (Standort)                 | Hofkapelle                                       | Kleiner offener Satteldachbau mit Putzgliederung, erste Hälfte 19. Jahrhundert; mit Ausstattung. | D-1-83-123-15 Wikidata | BW                                               |
| Berg 9 (Standort)                 | Katholische Filialkirche St. Johannes und Paulus | kleiner spätgotischer Bau mit polygonalem Chor, Ende 15. Jahrhundert, Westturm 18. und Ende 19. Jahrhundert; mit Ausstattung. | D-1-83-123-14 Wikidata | Katholische Filialkirche St. Johannes und Paulus |
| Berg 13 (Standort)                | Stadel                                           | Stadel mit Bundwerkobergeschoss und flachem Satteldach, erste Hälfte 19. Jahrhundert, massives Erdgeschoss zum Teil verändert. | D-1-83-123-16 Wikidata | BW                                               |
| Enning Oberfeld (Standort)        | Bildstock                                        | Schaft aus Granit, bezeichnet mit dem Jahr 1749, mit Bildtafel aus Metall und gusseisernem Kruzifix. | D-1-83-123-18 Wikidata | BW                                               |
| Hof (Standort)                    | St. Petrus                                       | Hofkapelle, kleiner Satteldachbau mit Putzgliederung, um 1830; mit Ausstattung. | D-1-83-123-20 Wikidata | BW                                               |
| Hof 6 (Standort)                  | Stadel                                           | Massivbau mit steilem Satteldach, um 1850. | D-1-83-123-19 Wikidata | BW                                               |
| Loh 1 (Standort)                  | Stadel                                           | Stadel eines Hakenhofs, mit Flachsatteldach, Bundwerk und Riegelwand, Mitte 19. Jahrhundert, nach Süden verlängert um 1900. | D-1-83-123-21 Wikidata | BW                                               |
| Loh 2 (Standort)                  | Hofkapelle                                       | Kleiner Satteldachbau, bezeichnet mit dem Jahr 1867; mit Ausstattung. | D-1-83-123-22 Wikidata | BW                                               |
| Moosham Schlosserweg 6 (Standort) | Stadel                                           | Stadel mit Flachsatteldach und Bundwerk über teils massivem Erdgeschoss, Mitte 19. Jahrhundert, zum Stall ausgebaut. | D-1-83-123-23 Wikidata | BW                                               |
| Öd 1 (Standort)                   | Stadel                                           | Stadel, mit Flachsatteldach und Bundwerk, erste Hälfte 19. Jahrhundert. | D-1-83-123-24 Wikidata | BW                                               |
| Rainbach 63 (Standort)            | Hakenhof                                         | Wohnstallhaus, zweigeschossiger Flachsatteldachbau mit Traufbundwerk am Wirtschaftsteil, drittes Viertel 19. Jahrhundert; Querstadel, Flachsatteldachstadel mit massivem Erdgeschoss und Bundwerkoberteil, drittes Viertel 19. Jahrhundert.      | D-1-83-123-25 Wikidata | BW                                               |
| Schweigstätt 1 (Standort)         | Hakenhof                                         | Wohnstallhaus, zweigeschossiger Flachsatteldachbau mit Bundwerkoberteil am Wirtschaftsteil, Ende 18. und erste Hälfte 19. Jahrhundert; Stadel, massiver Flachsatteldachstadel mit Bundwerkoberteilen, Ende 18. und erste Hälfte 19. Jahrhundert. | D-1-83-123-26 Wikidata | weitere Bilder                                   |
| Stilln Reidl (Standort)           | Bildstock                                        | Granitstele mit zwei Bildtafeln aus Metall, am Schaft bezeichnet mit dem Jahr 1749, Bilder erneuert. (Zur Geschichte des Bildstocks) | D-1-83-123-27 Wikidata | BW                                               |
| Wadmühle 1 (Standort)             | Annenkapelle                                     | Kapelle, kleiner Satteldachbau mit Putzgliederung, 18. Jahrhundert; mit Ausstattung. | D-1-83-123-29 Wikidata | BW                                               |
| Weißenöd 1 (Standort)             | Ehemaliger Einfirsthof                           | Zweigeschossiges Mitterstubenhaus mit Flachsatteldach, Obergeschoss-Blockbau am Stubenteil sowie Ständerbohlenstadelteil mit Bundwerk und integriertem Getreidekasten, bezeichnet mit dem Jahr 1784.                                             | D-1-83-123-30 Wikidata | weitere Bilder                                   |